# Frostbite Engine
Frostbite est un moteur de jeu développé par DICE , les créateurs de la série Battlefield. Le moteur est actuellement conçu pour une utilisation sur les plates-formes Windows, PlayStation 3, Xbox 360 ainsi que les consoles de la génération suivante : la PlayStation 4 et la Xbox One. Il est adapté pour différents genres de jeux vidéo. Le moteur a d'abord été utilisé par DICE afin de créer des jeux de tir à la première personne, mais il a été élargi pour inclure des fonctionnalités propres à d'autres genres tels que la course, la stratégie en temps réel et la gestion d'un inventaire. Il est employé par un certain nombre de studios affiliés à Electronic Arts. En 2018, le moteur est toujours exclusif à Electronic Arts, tous les titres basés sur ce moteur étant publiés par EA.
DICE a utilisé la première génération de son moteur maison pour les jeux Battlefield: Bad Company, Battlefield 1943, et Battlefield: Bad Company 2. Frostbite est lancé avec la sortie de Battlefield: Bad Company ; les titres ultérieurs utilisent une version mise à jour dénommée Frostbite 1.5. Frostbite 1.5 est également utilisé pour la composante multijoueur de Medal of Honor que DICE a développée. (Le seul jeu ayant été développé par un autre studio d'EA à l'Unreal Engine 3).
L'évolution du moteur, Frostbite 2, fait ses débuts avec la sortie de Battlefield 3. Après la création de Frostbite 2, d'autres studios EA autre que DICE utilisent ce moteur graphique. Jusqu'à présent, les jeux utilisant Frostbite 2 sont Battlefield 3, Need for Speed: The Run, Army of Two : Le Cartel du Diable et Medal of Honor: Warfighter.
La version la plus récente, Frostbite 3, est sortie avec Battlefield 4.

## Versions

### Frostbite 1.0
Frostbite a été lancé en 2008 avec Battlefield: Bad Company. Il dispose de l'HDR Audio, qui ajuste les différents types de volume des sons et permet aux joueurs d'entendre les sons importants clairement, même s'il y a d'autres bruits générées (par exemple, les sons par balle sont toujours plus forts que la musique dans le jeu, la musique dans le jeu baissera en volume lors des coups de feu tirés). Le moteur offre aussi la possibilité au joueur de détruire certains objets, comme des murs.

### Frostbite 1.5
La deuxième version de Frostbite a été lancée avec Battlefield 1943 en 2009. Il a amélioré les capacités de destruction dans le jeu avec Destruction 2.0, permettant au joueur de détruire des bâtiments entiers et non des murs seulement. En 2010, DICE a publié Battlefield: Bad Company 2 en utilisant cette version du moteur, qui était le premier jeu à utiliser le moteur Frostbite sur la plate-forme Windows. La version Windows du jeu a un support mineur de DirectX Shader 11; par conséquent, il ne peut pas tirer pleinement parti de l'API entier. La composante multijoueur de Medal of Honor utilise également cette version du moteur, mais avec des capacités limitées concernant la destruction dans le jeu.

### Frostbite 2
Frostbite 2 est le moteur de rendu nouvelle génération de chez DICE. Sa première utilisation a été révélée au grand jour par le jeu Battlefield 3. Il tire pleinement parti de l'API DirectX 11 et de l'architecture des processeurs 64-bit, il n'est alors plus compatible avec DirectX 9 (et, par conséquent avec Windows XP). Il dispose également d'améliorations du moteur de destruction, d'une physique plus raffinée que ses prédécesseurs et de l'illumination globale quasi-temps réel en utilisant la technologie de radiosité développée par Geomerics. En outre, une distinction importante sur sa dénomination est que le Frostbite 2 n'est pas appelé Frostbite 2.0.
DICE a donné plusieurs présentations sur les avancées de leur technologie de rendu en mettant l'accent principalement sur les aspects de l'animation, de la destruction, de l'échelle, du rendu, et de l'audio.

### Frostbite 3
Frostbite 3 est une amélioration de Frostbite 2, son utilisation débute avec les jeux Battlefield 4, Need for Speed: Rivals, et Dragon Age: Inquisition. Suivront les jeux Star Wars: Battlefront, Mass Effect: Andromeda et enfin Mirror's Edge Catalyst. Il ne supporte que DirectX 11 sur PC. Il dispose également de Destruction 4.0 (une amélioration de la version 3.0) et il dispose d'une technologie entièrement nouvelle.
Bioware a précisé qu'avec Andromeda, ils désiraient repousser les limites du Frostbite comme jamais auparavant.

### Frostbite Hair
Pour l'instant nous ne savons pas grand grand-chose sur le nouveau moteur de rendu, mis à part qu'une annonce vidéo a été faite mettant en avant le travail colossal effectué pour améliorer le mouvement des cheveux.

## Jeux utilisant Frostbite
| Titre                                        | Date de sortie    | Développeur             | Version |        |                 |         |   |
| -------------------------------------------- | ----------------- | ----------------------- | ------- | ------ | --------------- | ------- | - |
| Titre                                        | Date de sortie    | Développeur             | Version | Anthem | 22 Février 2019 | BioWare | 3 |
| Army of Two: The Devil's Cartel              | 26 Mars 2013      | Visceral Games          | 2       |        |                 |         |   |
| Battlefield 1                                | 21 Octobre 2016   | EA Digital Illusions CE | 3       |        |                 |         |   |
| Battlefield 3                                | 25 Octobre 2011   | EA Digital Illusions CE | 2       |        |                 |         |   |
| Battlefield 4                                | 29 Octobre 2013   | EA Digital Illusions CE | 3       |        |                 |         |   |
| Battlefield V                                | 20 Novembre 2018  | EA Digital Illusions CE | 3       |        |                 |         |   |
| Battlefield 1943                             | 8 Juillet 2009    | EA Digital Illusions CE | 1.5     |        |                 |         |   |
| Battlefield 2042                             | 19 Novembre 2021  | EA Digital Illusions CE | 4       |        |                 |         |   |
| Battlefield: Bad Company                     | 23 Juin 2008      | EA Digital Illusions CE | 1.0     |        |                 |         |   |
| Battlefield: Bad Company 2                   | 2 Mars 2010       | EA Digital Illusions CE | 1.5     |        |                 |         |   |
| Battlefield: Bad Company 2: Vietnam          | 18 Décembre 2010  | EA Digital Illusions CE | 1.5     |        |                 |         |   |
| Battlefield Hardline                         | 21 Mars 2015      | Visceral Games          | 3       |        |                 |         |   |
| Command & Conquer                            | Annulé            | Victory Games           | 3       |        |                 |         |   |
| Dead Space (Remake)                          | 27 Janvier 2023   | Motive Studios          | 4       |        |                 |         |   |
| Dragon Age: Inquisition                      | 18 Novembre 2014  | BioWare                 | 3       |        |                 |         |   |
| EA Sports FC 24                              | 29 Septembre 2023 | EA Vancouver            | 3       |        |                 |         |   |
| EA Sports PGA Tour                           | 7 Avril 2023      | EA Tiburon              | 3       |        |                 |         |   |
| FIFA 17                                      | 27 Septembre 2016 | EA Vancouver            | 3       |        |                 |         |   |
| FIFA 18                                      | 29 Septembre 2017 | EA Vancouver            | 3       |        |                 |         |   |
| FIFA 19                                      | 28 Septembre 2018 | EA Vancouver            | 3       |        |                 |         |   |
| FIFA 20                                      | 24 Septembre 2019 | EA Vancouver            | 3       |        |                 |         |   |
| FIFA 21                                      | 9 Octobre 2020    | EA Vancouver            | 3       |        |                 |         |   |
| FIFA 22                                      | 27 Septembre 2021 | EA Vancouver            | 3       |        |                 |         |   |
| FIFA 23                                      | 30 Septembre 2022 | EA Vancouver            | 3       |        |                 |         |   |
| Madden NFL 18                                | 25 Août 2017      | EA Tiburon              | 3       |        |                 |         |   |
| Madden NFL 19                                | 9 Août 2018       | EA Tiburon              | 3       |        |                 |         |   |
| Madden NFL 20                                | 2 Août 2019       | EA Tiburon              | 3       |        |                 |         |   |
| Madden NFL 21                                | 28 Août 2020      | EA Tiburon              | 3       |        |                 |         |   |
| Madden NFL 22                                | 20 Août 2021      | EA Tiburon              | 3       |        |                 |         |   |
| Madden NFL 23                                | 19 Août 2022      | EA Tiburon              | 3       |        |                 |         |   |
| Madden NFL 24                                | 18 Août 2023      | EA Tiburon              | 3       |        |                 |         |   |
| Mass Effect: Andromeda                       | 21 Mars 2017      | BioWare                 | 3       |        |                 |         |   |
| Medal of Honor                               | 12 Octobre 2010   | EA Digital Illusions CE | 1.5     |        |                 |         |   |
| Medal of Honor: Warfighter                   | 23 Octobre 2012   | Danger Close Games      | 2       |        |                 |         |   |
| Mirror's Edge Catalyst                       | 7 Juin 2016       | EA Digital Illusions CE | 3       |        |                 |         |   |
| Need for Speed                               | 3 Novembre 2015   | Ghost Games             | 3       |        |                 |         |   |
| Need for Speed Heat                          | 8 Novembre 2019   | Ghost Games             | 3       |        |                 |         |   |
| Need for Speed Payback                       | 10 Novembre 2017  | Ghost Games             | 3       |        |                 |         |   |
| Need for Speed: Rivals                       | 15 Novembre 2013  | Ghost Games             | 3       |        |                 |         |   |
| Need for Speed: Edge                         | 10 Décembre 2017  | EA Spearhead            | 3       |        |                 |         |   |
| Need for Speed: The Run                      | 15 Novembre 2011  | EA Black Box            | 2       |        |                 |         |   |
| Need for Speed Unbound                       | 2 Décembre 2022   | Criterion Games         | 3       |        |                 |         |   |
| NHL 22                                       | 12 Octobre 2021   | EA Vancouver            | 3       |        |                 |         |   |
| NHL 23                                       | 14 Octobre 2022   | EA Vancouver            | 3       |        |                 |         |   |
| NHL 23                                       | 6 Octobre 2023    | EA Vancouver            | 3       |        |                 |         |   |
| Plants vs. Zombies: Battle for Neighborville | 18 Octobre 2019   | PopCap Games            | 3       |        |                 |         |   |
| Plants vs. Zombies: Garden Warfare           | 25 Février 2014   | PopCap Games            | 3       |        |                 |         |   |
| Plants vs. Zombies: Garden Warfare 2         | 23 Février 2016   | PopCap Games            | 3       |        |                 |         |   |
| Rory McIlroy PGA Tour                        | 14 Juillet 2015   | EA Tiburon              | 3       |        |                 |         |   |
| Shadow Realms                                | Annulé            | BioWare                 | 3       |        |                 |         |   |
| Star Wars Battlefront                        | 17 Novembre 2015  | EA Digital Illusions CE | 3       |        |                 |         |   |
| Star Wars Battlefront II                     | 17 Novembre 2017  | EA Digital Illusions CE | 3       |        |                 |         |   |
| Star Wars: Squadrons                         | 2 Octobre 2020    | Motive Studios          | 3       |        |                 |         |   |